# Кіто
Кі́то (кеч. Kitu, ісп. Quito), або Сан-Франсіско-де-Кіто (ісп. San Francisco de Quito) — друге за кількістю населення місто, столиця, політичний, економічний і культурний центр Еквадору.

## Природні умови
Місто Кіто розташоване в північно-західній частині Південної Америки, у міжгірській улоговині Анд, на південному схилі вулкана Пічинча, на висоті 2818 м над рівнем моря. Місто розташоване за 24 км на південь від екватора. Площа міста приблизно дорівнює 290 км².

### Клімат
Клімат у Кіто і його околицях гірський екваторіальний. Значна висота міста над рівнем моря обумовлює відсутність там тропічної спеки, а близькість до екватора зменшує річне коливання температур, яка впродовж всього року тримається в межах +13…+15 °C. Проте при цьому спостерігається значна різниця між денною і нічною температурою. На території Кіто випадає від 1 100 до 1 200 мм опадів на рік, в основному з вересня по травень у вигляді злив.
Найтепліший місяць — квітень із середньою температурою 15 °C (59 °F). Найхолодніший місяць — січень, із середньою температурою 14,4 °C (58 °F).
| Клімат Кіто             | Клімат Кіто | Клімат Кіто | Клімат Кіто | Клімат Кіто | Клімат Кіто | Клімат Кіто | Клімат Кіто | Клімат Кіто | Клімат Кіто | Клімат Кіто | Клімат Кіто | Клімат Кіто | Клімат Кіто |
| Показник                | Січ.        | Лют.        | Бер.        | Квіт.       | Трав.       | Черв.       | Лип.        | Серп.       | Вер.        | Жовт.       | Лист.       | Груд.       | Рік         |
| Абсолютний максимум, °C | 30          | 28          | 31          | 41          | 27          | 27          | 28          | 27          | 27          | 30          | 27          | 28          | 41          |
| Середній максимум, °C   | 18          | 18          | 18          | 18          | 18          | 19          | 19          | 19          | 20          | 19          | 19          | 18          | 19          |
| Середня температура, °C | 14          | 14          | 14          | 15          | 14          | 14          | 14          | 14          | 14          | 14          | 14          | 14          | 14          |
| Середній мінімум, °C    | 10          | 10          | 10          | 10          | 10          | 9           | 9           | 9           | 9           | 9           | 9           | 10          | 10          |
| Абсолютний мінімум, °C  | 0           | 0           | 1           | 0           | 3           | 0           | 1           | 2           | 3           | 5           | 2           | 2           | 0           |
| Норма опадів, мм        | 110         | 120         | 150         | 170         | 120         | 40          | 20          | 20          | 70          | 120         | 100         | 100         | 1200        |
| Днів з опадами          | 13          | 13          | 18          | 19          | 16          | 11          | 7           | 6           | 11          | 15          | 16          | 15          | 160         |
| Вологість повітря, %    | 80          | 80          | 80          | 80          | 80          | 70          | 65          | 60          | 70          | 75          | 80          | 80          | 75          |
| ----------------------- | ----------- | ----------- | ----------- | ----------- | ----------- | ----------- | ----------- | ----------- | ----------- | ----------- | ----------- | ----------- | ----------- |
| Джерело: Weatherbase    |             |             |             |             |             |             |             |             |             |             |             |             |             |

Місто побудоване на вулканічному попелі, який миттєво поглинає вологу. Це ускладнює розвиток більшості типових для Еквадору рослин. Використання довколишніх до міста територій індіанцями для випасу худоби в XV ст. призвело до поширення нині в околицях Кіто малорослих чагарників з рідкісними й мізерними лісовими утвореннями.
Тваринний світ околиць Кіто представлений в основному деякими видами рептилій і птахів, кажанами й невеликим числом ссавців.

## Населення, мова, віросповідання
|  | Наші груди в гарячому крику, — вони вітають тебе, безсмертне місто!» (перші рядки гімну міста) |

Відповідно до перепису населення 2005 року, в Кіто живе 1 856 501 людина. Кіто — друге в Еквадорі місто за кількістю населення, більше жителів проживає тільки в місті Гуаякіль. За національною ознакою населення столиці Еквадору різноманітне і досить змішане. Дві п'ятих населення — індіанці кечуа, інші дві п'ятих — іспано-індіанські метиси, одна п'ята — негри, незначна частка — вихідці з європейських і азійських країн.
Близько 4 % населення неписьменні. Більшість віруючого населення міста складають християни-католики.

## Історія розвитку міста
Місто було побудовано наприкінці I тисячоліття до н. е. і було столицею індіанської держави Кіту. В XV ст. воно було завойоване інками.
1531 року капітан Себастьян де Белалькасар захопив територію, на якій було розташовано стародавнє індіанське місто, і заснував на його місці іспанське поселення Сан-Франсиско-де-Кіто. Згодом назва міста стала використовуватися в скороченому варіанті.

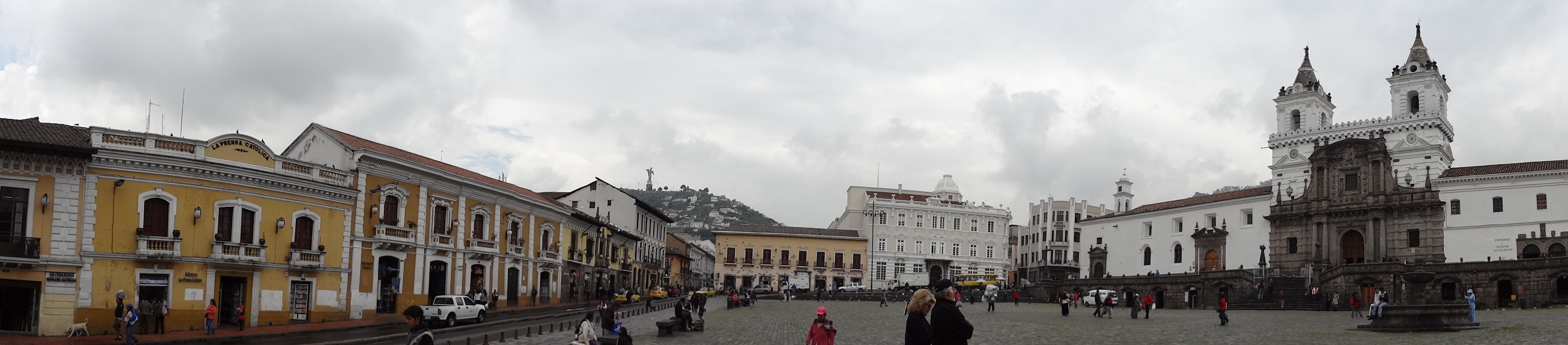
Площа Святого Франциска у Кіто

Зі встановленням панування іспанців в столиці і прилеглій місцевості почалося активне придушення індіанців, яке закінчилося встановленням рабовласництва. У 1592, 1765, 1809 роках відбувалися повстання проти іспанських загарбників. 29 травня 1822 року повстання під головуванням Симона Болівара завершилося перемогою, і колись іспанська колонія Кіто оголосила про свою незалежність, після чого в 1826 увійшла до складу Великої Колумбії.
У 1830 Еквадор вийшов з колумбійської федерації, і столицею новоутвореної держави стало місто Кіто. У подальші десятиліття в місті, як і у всій країні, відбулося декілька військових переворотів, соціальна і економічна обстановка залишалася нестабільною.
1979 року до влади прийшов Хайме Рольдос, президент Еквадору, який стабілізував політичну атмосферу міста і ввів у дію нову конституцію. У 1984 президентом Еквадору став Леон Фебрес-Кордеро. При ньому значно знизився життєвий рівень населення столиці. У подальші роки економіко-політичний стан Кіто значно не покращав, 20 квітня 2005 року, у результаті чергового бунту робітників міста, з посади президента країни був зміщений Лусіо Гутьєррес.

## Культурне значення

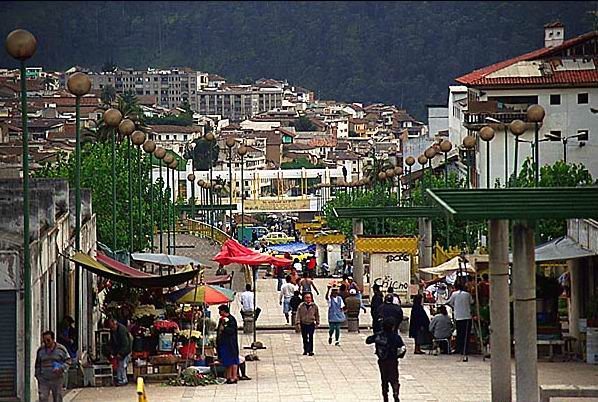
Одна з численних вулиць міста.

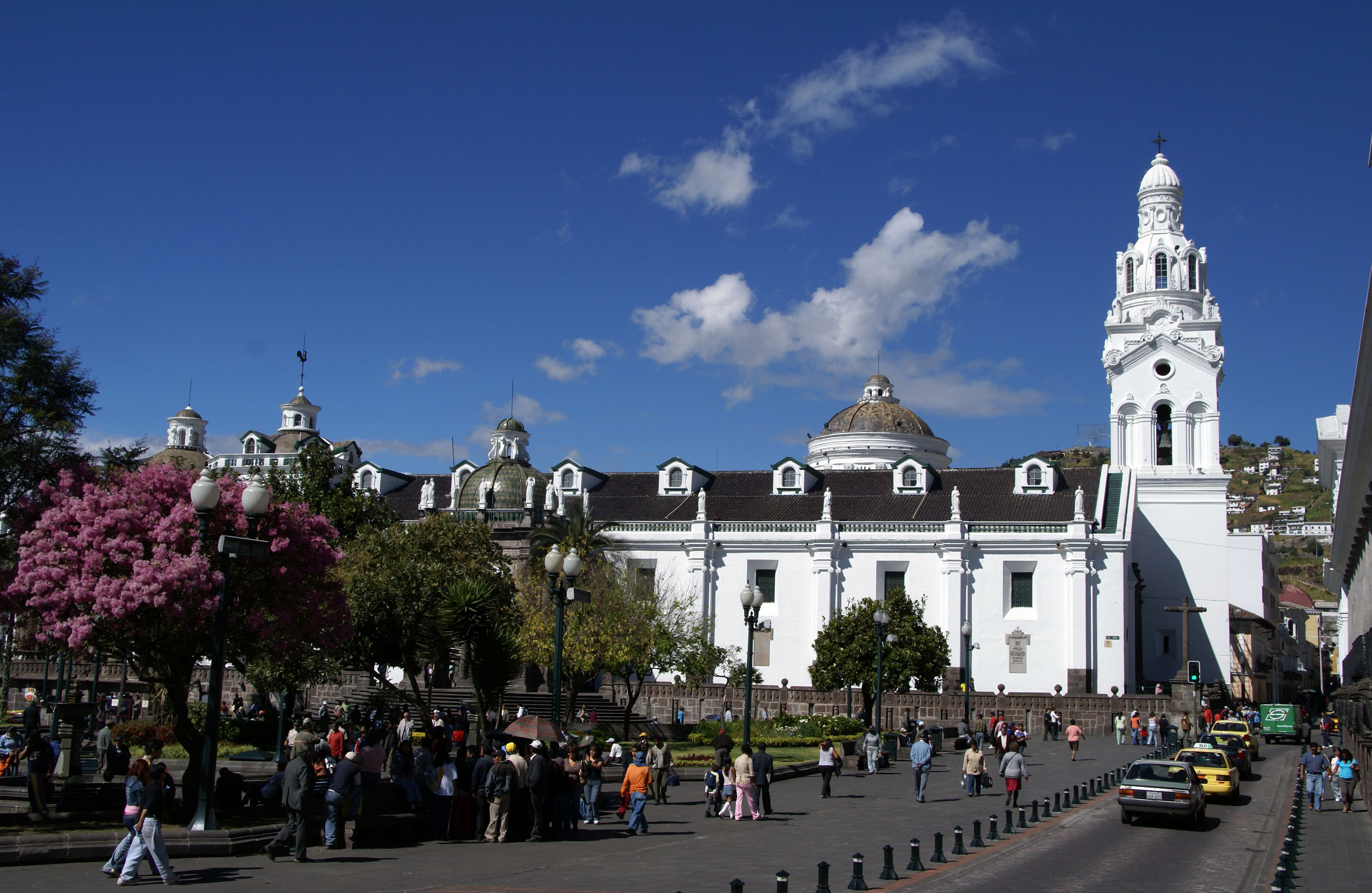
Собор Кіто.

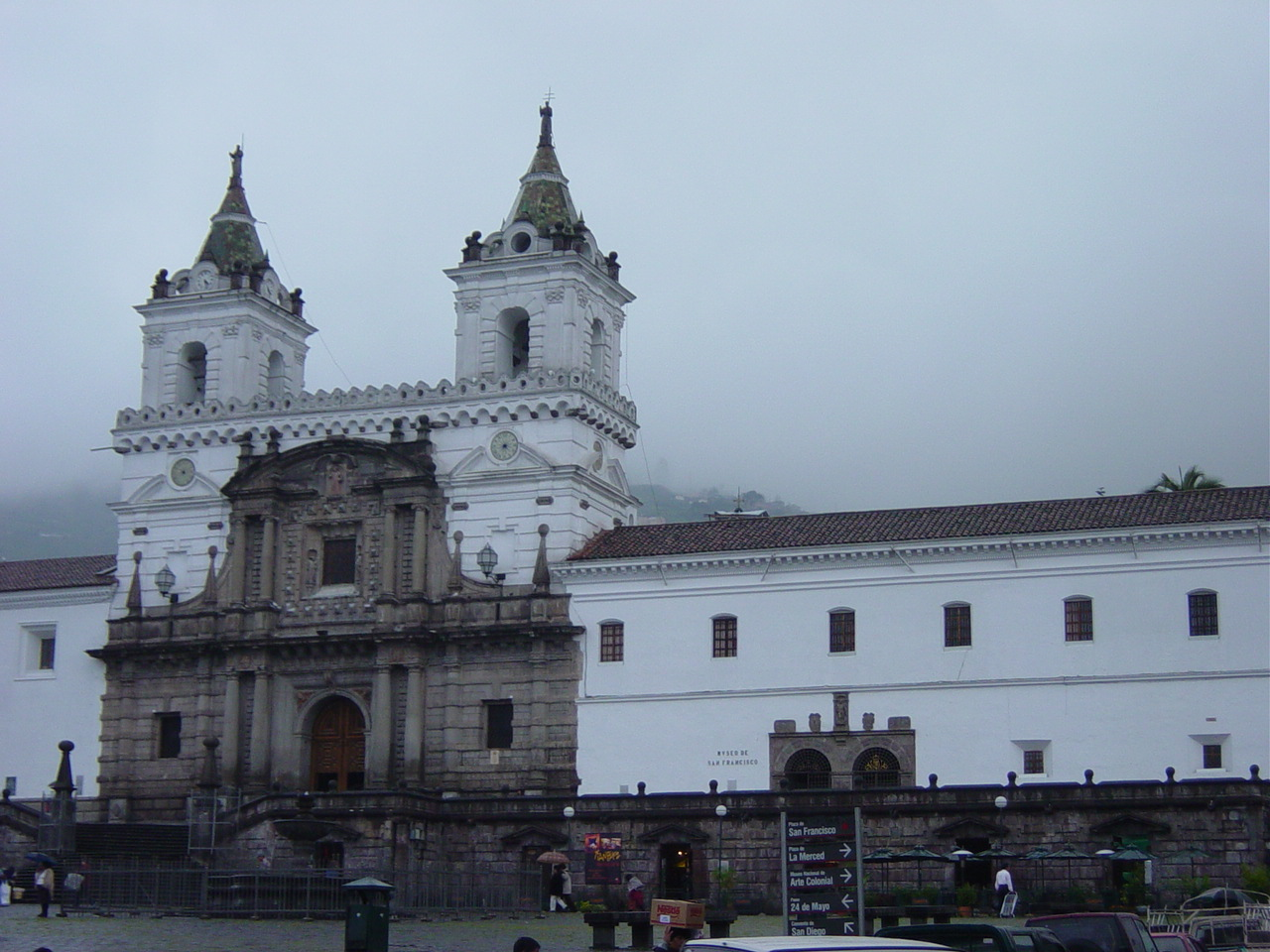
Церква Сан-Франсиско

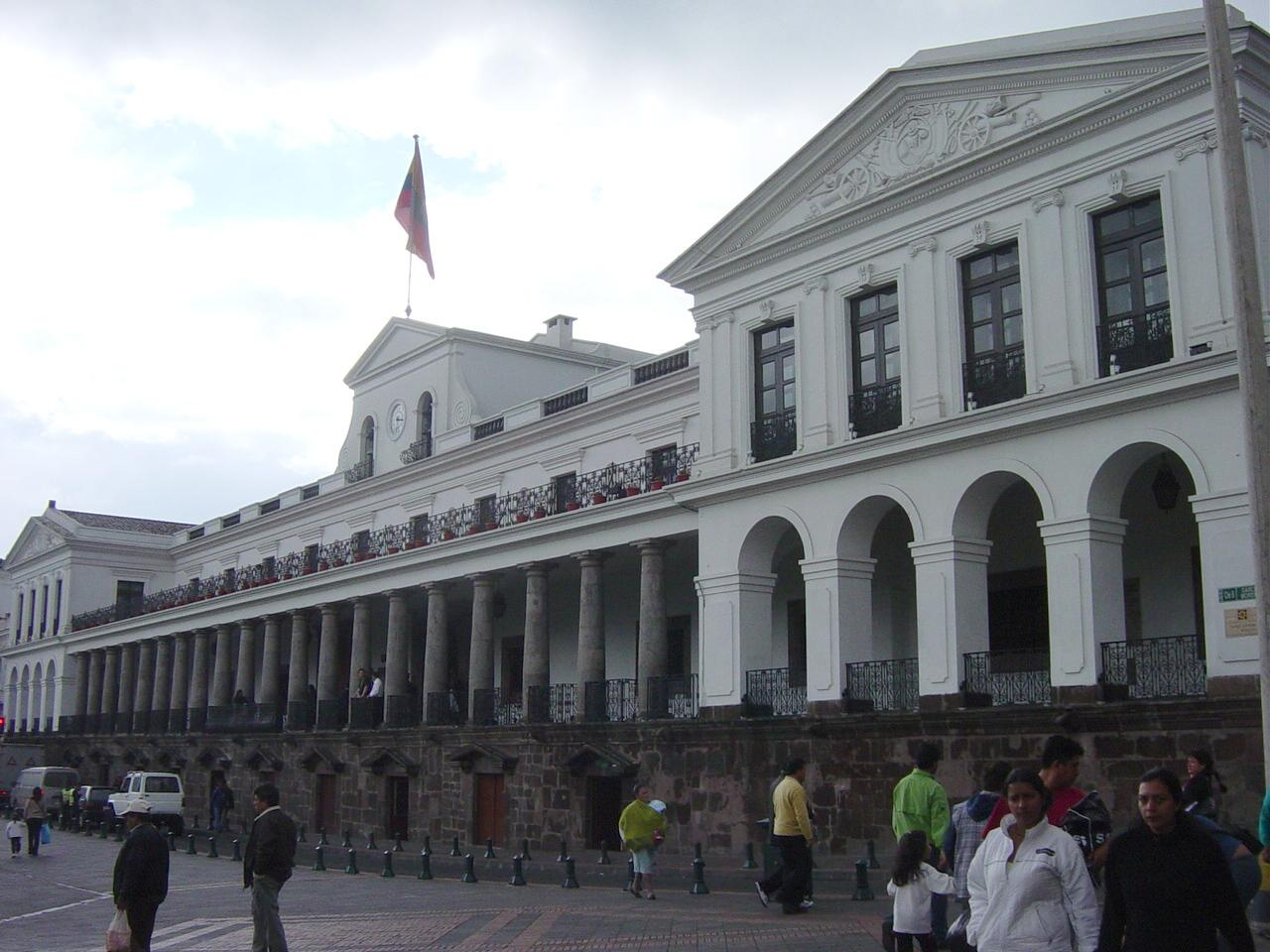
Президентський палац.

Кіто, за загальним визнанням, — одне з красивих міст Південної Америки. У ньому поєднується велика кількість традицій і культур. Архітектура міста відрізняється гармонійним переплетенням іспанського, голландського і частково індіанського стилю споруд. Саме місто розташоване на горбистій місцевості і роздільне на три частини величезними горбами: у центральній частині розташовується колоніальне старе місто з музеями і пам'ятниками архітектури; південна частина міста головним чином зосереджує житла робітничого класу і промислові підприємства; північна частина — Сучасне Кіто — рясніє фінансовими центрами, універмагами, будівлями банків і дорогим житлом. Також в північній частині міста розташований Міжнародний Аеропорт міста Кіто.
У 1978 році історичний центр Кіто став одним з перших об'єктів, внесених до Списку Світової культурної спадщини ЮНЕСКО.
У колоніальній частині міста збереглося багато культурно-історичних пам'ятників, серед яких собор XVII ст., монастирі, пишні прикрашені різьбленням і ліпленням стародавніх майстрів, а також декілька примітних світських будівель колоніального періоду.
У церквах Сан-Франсиско, Сан-Агустін, Ла-Кампанья і Санто-Домінго зберігаються величезні колекції старовинних статуй і картин. Церква Сан-Франсиско є найбільшою колоніальною спорудою, побудованою іспанцями на території Південної Америки.
У центрі міста симетрично розташовано три площі: Пласа Сукре, Пласа Болівар і Пласа Індепенденсія (площа Незалежності) з відреставрованим нещодавно Палацом уряду (1747 р.)
У XX ст. північна частина міста поповнилася пам'ятниками вже сучасної архітектури, це будівлі Міністерства закордонних справ, Парламенту і величезного готелю «Кіто», який є одним із наймісткіших на всьому південноамериканському материку.
Кіто — культурний і освітній центр Еквадору. У місті діє Папський Католицький Університет Еквадору, Центральний університет Еквадору, Національний жіночий коледж імені 24 травня, Жіночий педагогічний інститут, Національна політична школа, Латиноамериканський центр по підготовці журналістів, Національна академія музики, Центр витончених мистецтв і хореографії. З науково-дослідних організацій столиці можна виділити Академію наук Еквадору і Медичну академію. У Кіто діє обсерваторія. Найбільшим книгосховищем Кіто є Національна бібліотека, Муніципальна бібліотека і бібліотека Центрального університету. З музеїв міста можна виділити: Музей Центрального університету, Національний музей колоніального мистецтва, Міський музей мистецтв і історії, Музей археології і етнографії, Антропологічний музей «Антоніо Сантьяна», Археологічний музей, Музей мінералогії. При «Банко сентраль дель Екуадор», що є одним з впливових банків країни, є художня галерея. Культурне життя столиці доповнюють постановки Національного театру Сукре.
У межах міста розташовано чотири паркові зони відпочинку. Це:
1. Парк Метрополітано — має площу 5,5 км², і є найбільшим в Кіто, знаходиться він в північній частині міста по сусідству з Олімпійським Футбольним Стадіоном;
2. Ботанічний парк Ла-Кароліна — розташовується в північній частині столиці, на його території зібрані зразки екзотичної флори зі всієї Південної Америки, крім цього парк рясніє безліччю спортивних майданчиків.
3. Парк Ель-Еджідо — знаходиться на стику північної частини міста з колоніальними районами, відомий в першу чергу своїми ремісничими лавками, і всілякими виставками мистецтва просто неба, практично у будь-яку пору року заповнений туристами.
4. Парк Ла-Аламеда — в парку розташована найстаріша в Південній Америці космічна обсерваторія. На території парку розташований пам'ятник Симонові Болівару, поблизу знаходиться невелике озеро, з можливістю оренди прогулянкових човнів.

У червні 2005 року, з метою залучення туристів, у місті була запущена лінія аеротрамваю, що перевозить всіх охочих з центру міста на південну околицю до вулкана Пічинча; оглядова поїздка проходить на висоті 4100 метрів. Також в місті знаходиться один з найбільших в Південній Америці луна-парків, що має назву «Вулкано-парк». Але одним з найцікавіших заходів, пропонованим гостям столиці, є екскурсія на Галапагоські острови з їх небаченим світом рептилій.
Спортивне життя міста обертається навколо футболу, чотири столичні команди представлено у Вищій лізі національного чемпіонату (Сосьєдад Депортіво Кіто, Депортіво Ель Насьйональ, ЛДУ Кіто та Універсідад Католіка), ігри цих клубів привертають увагу досить значної частини населення столиці Еквадору. Крім футболу, у Кіто культивуються волейбол і баскетбол.

## Галерея

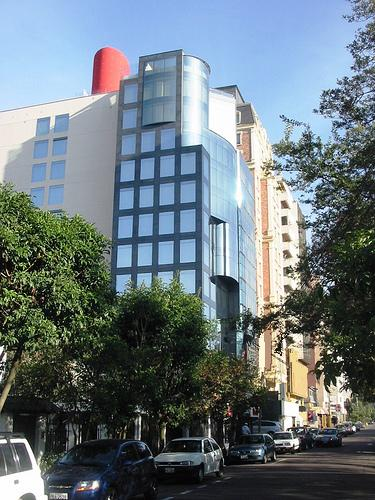
Авеніда Сальвадор.
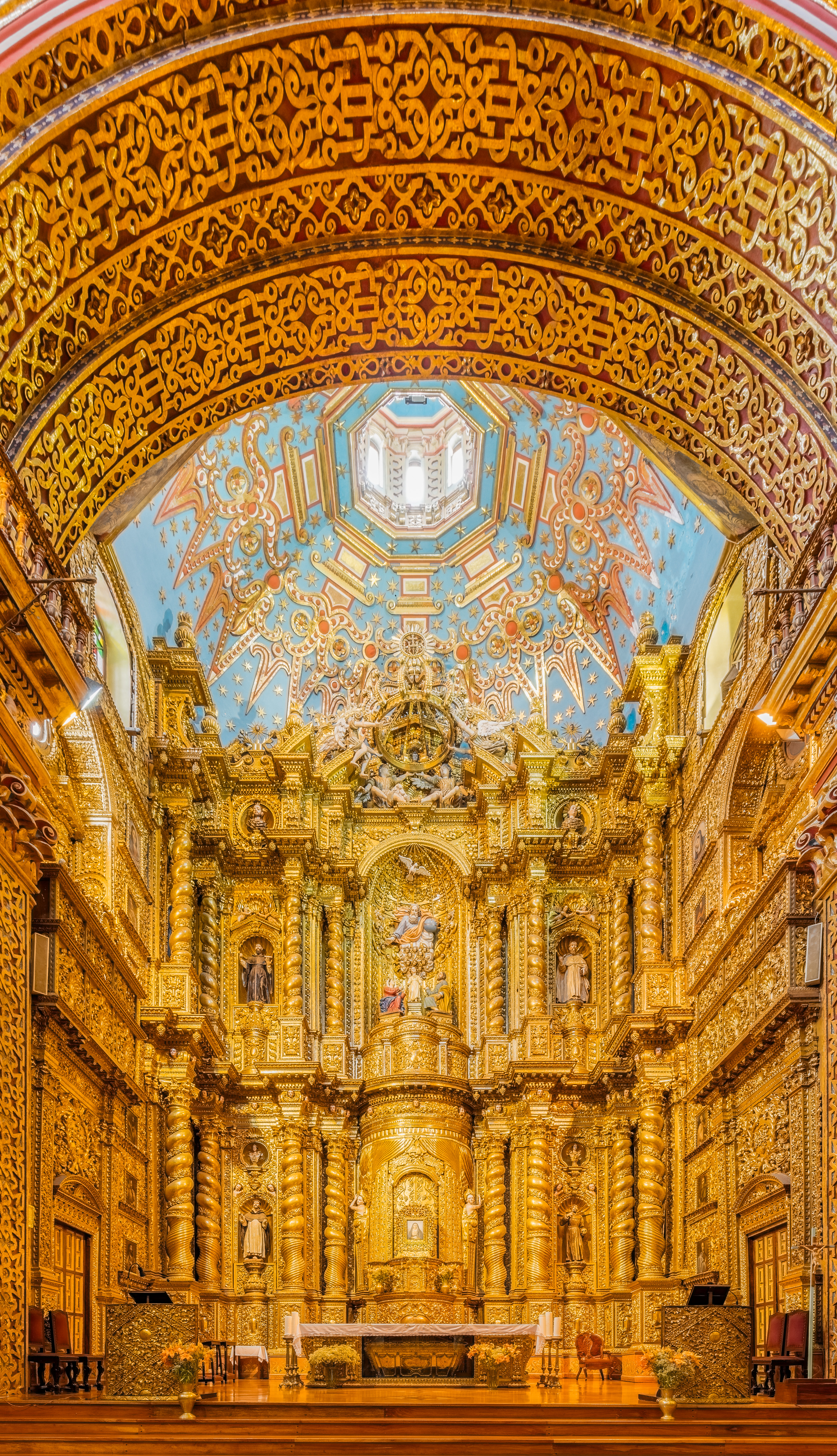
Ретабло церкви Ла-Кампанья.
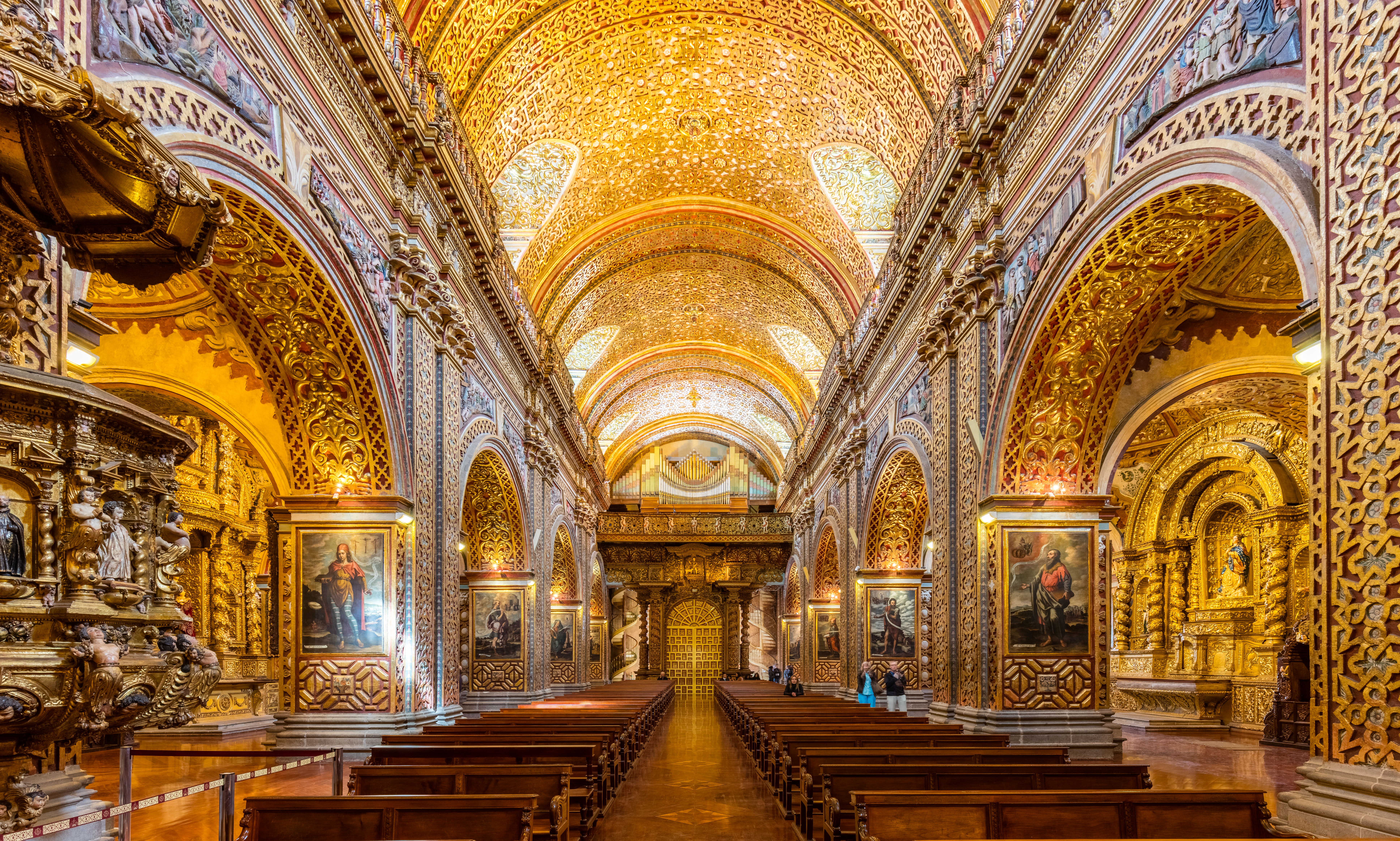
Інтер'єр церкви Ла-Кампанья.
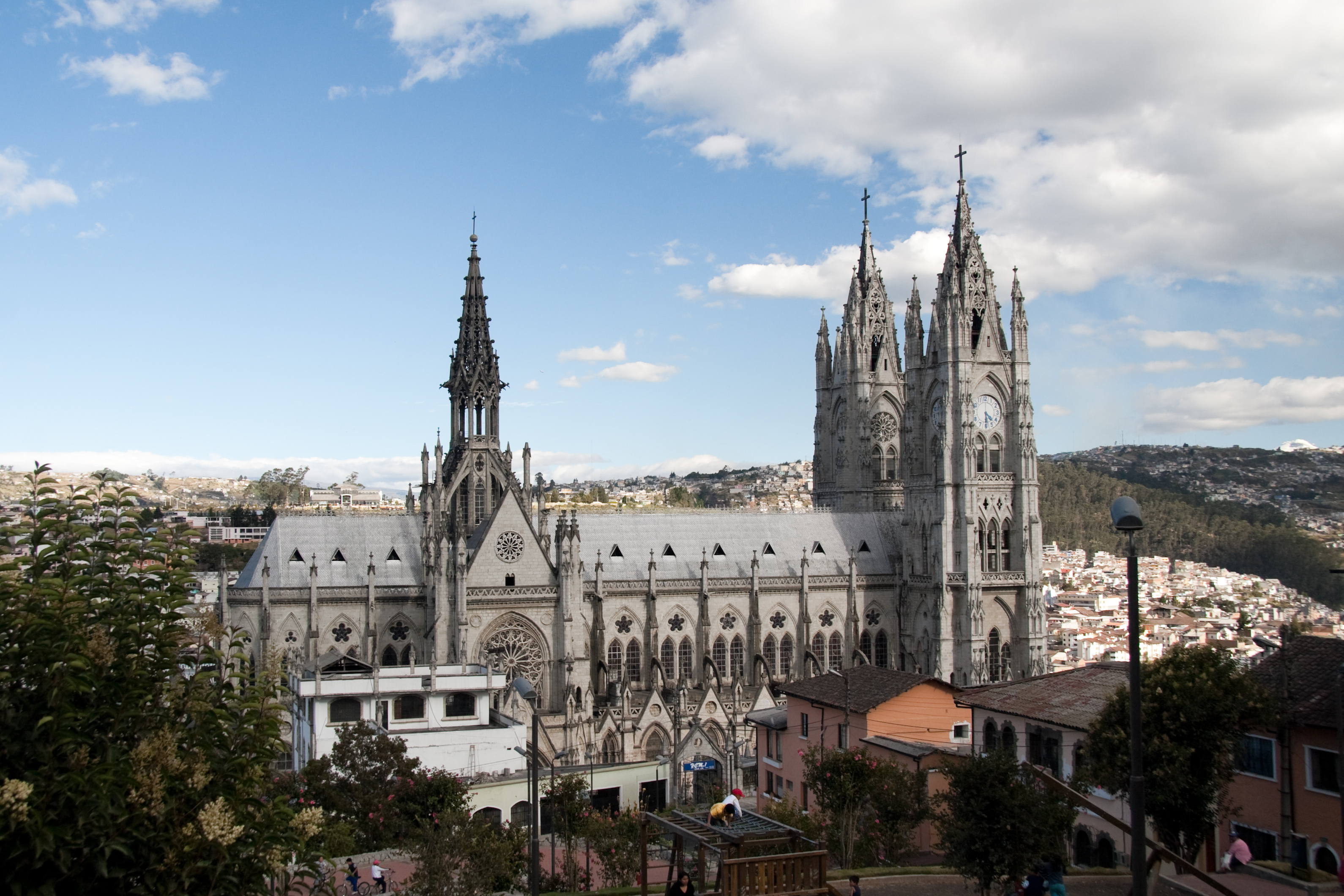
Базиліка дель Вото Національ.
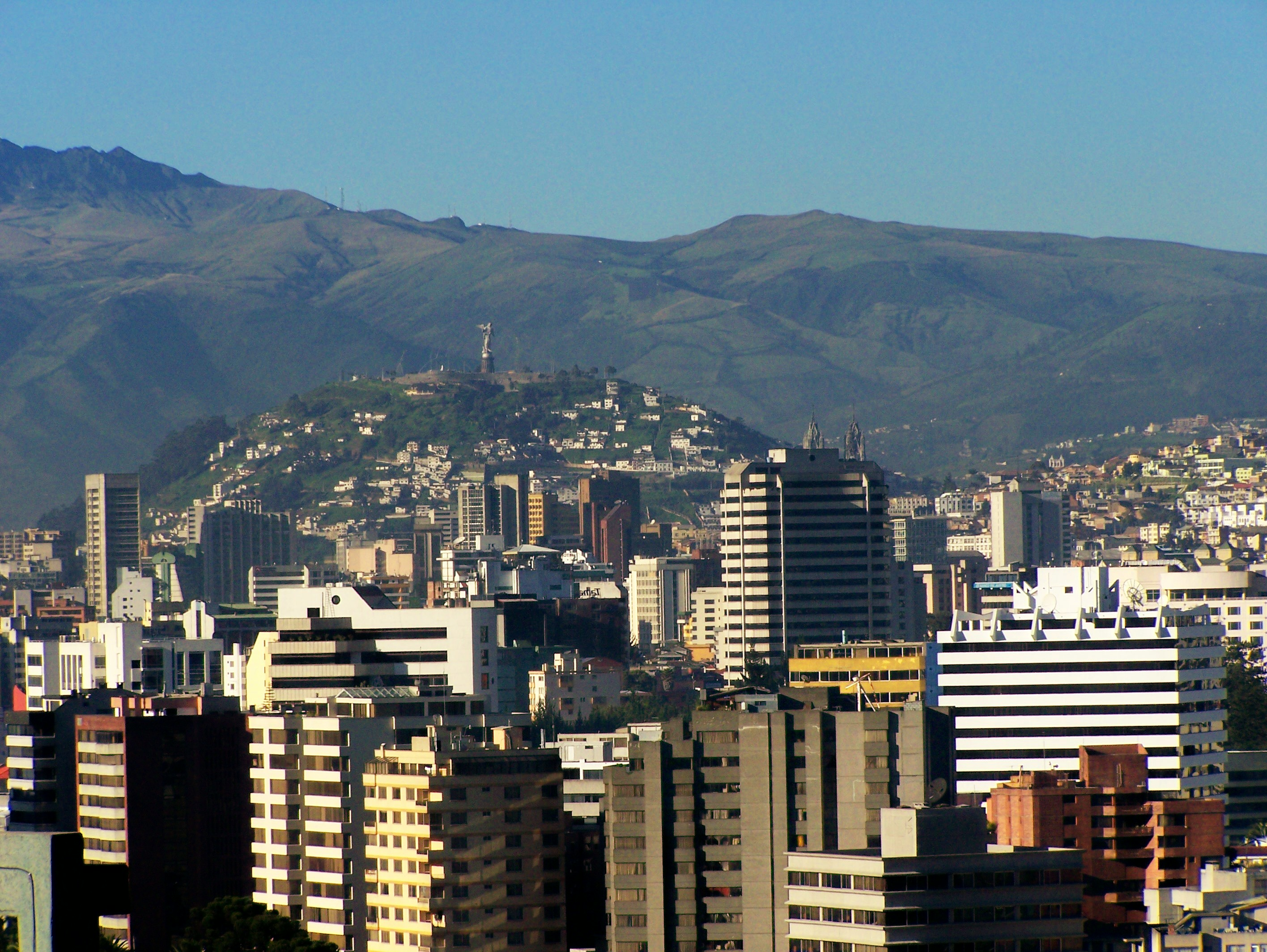
Північна частина міста.
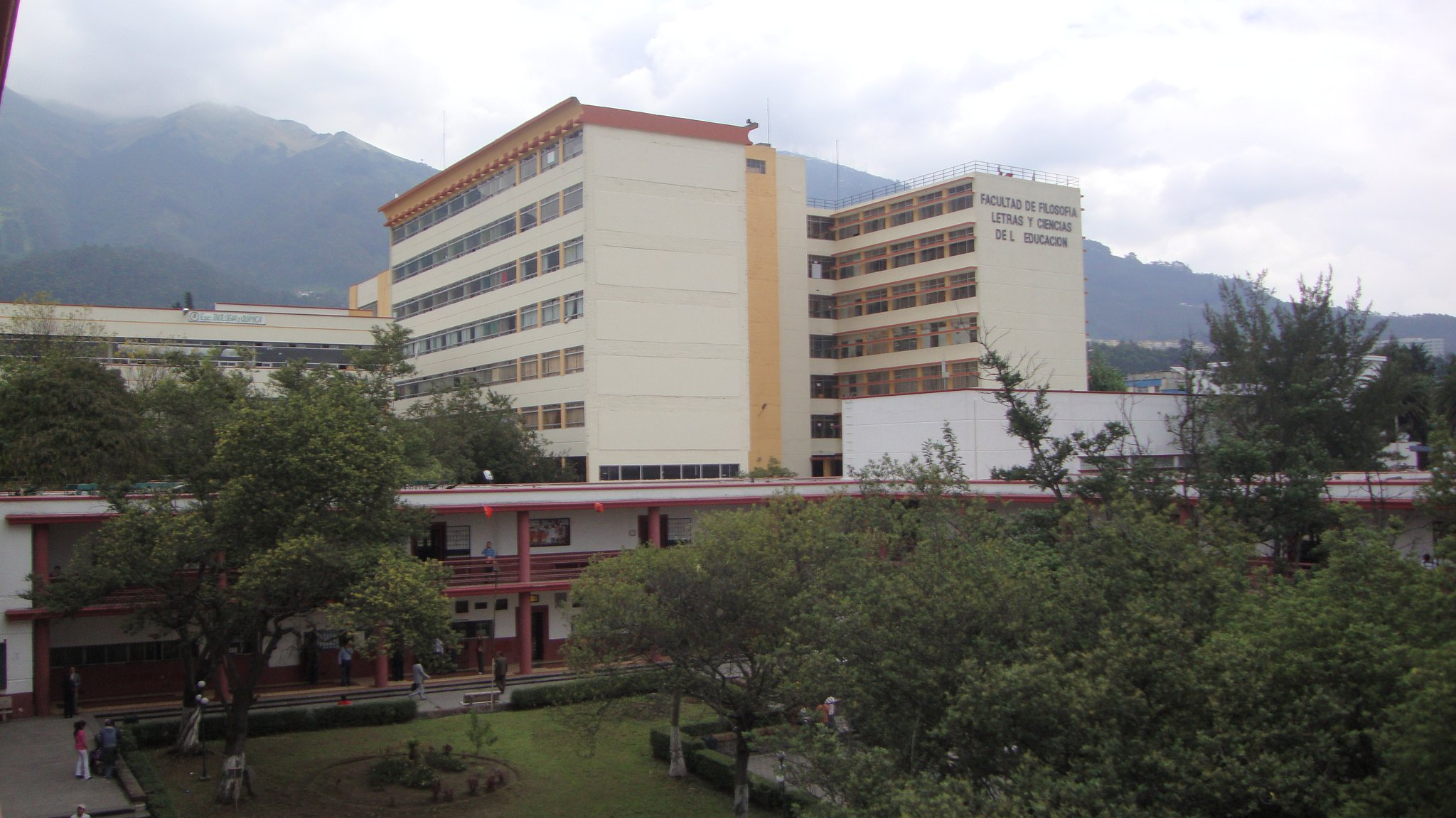
Факультет філософії і юриспруденції Центрального університету Еквадору.
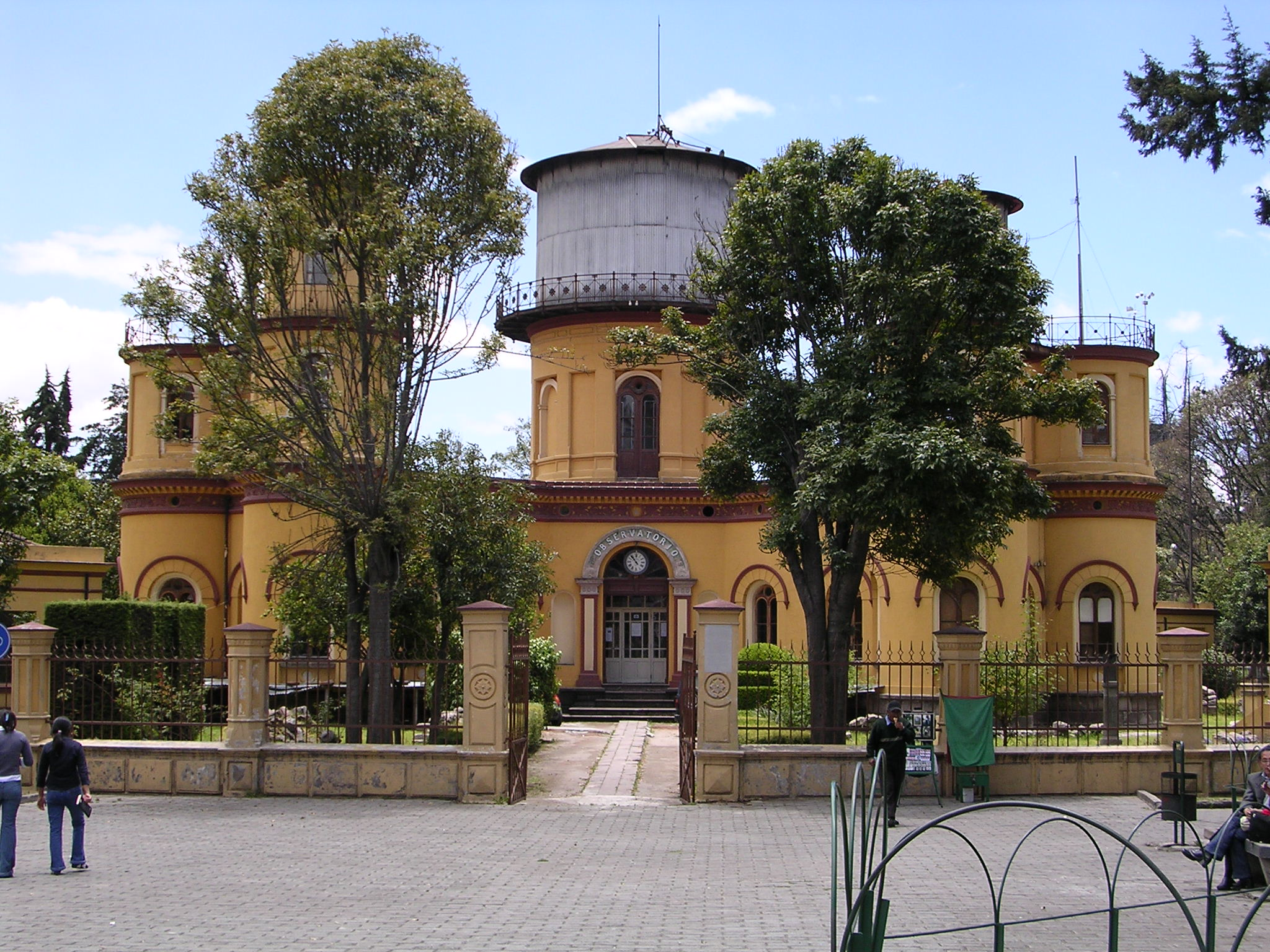
Обсерваторія у парку Ла-Аламеда.
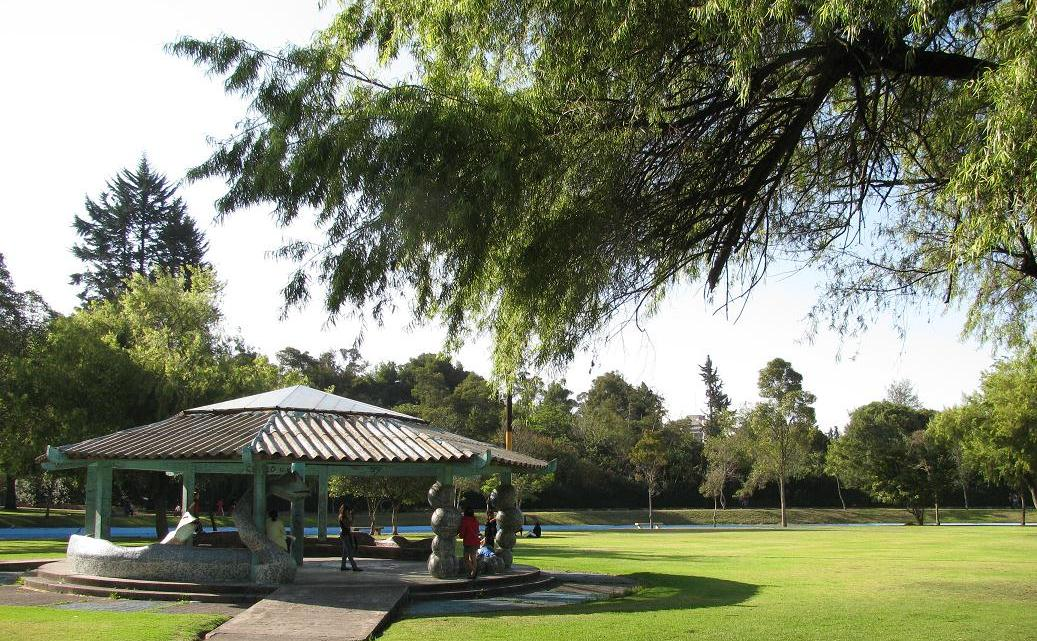
Ботанічний парк Ла-Кароліна.
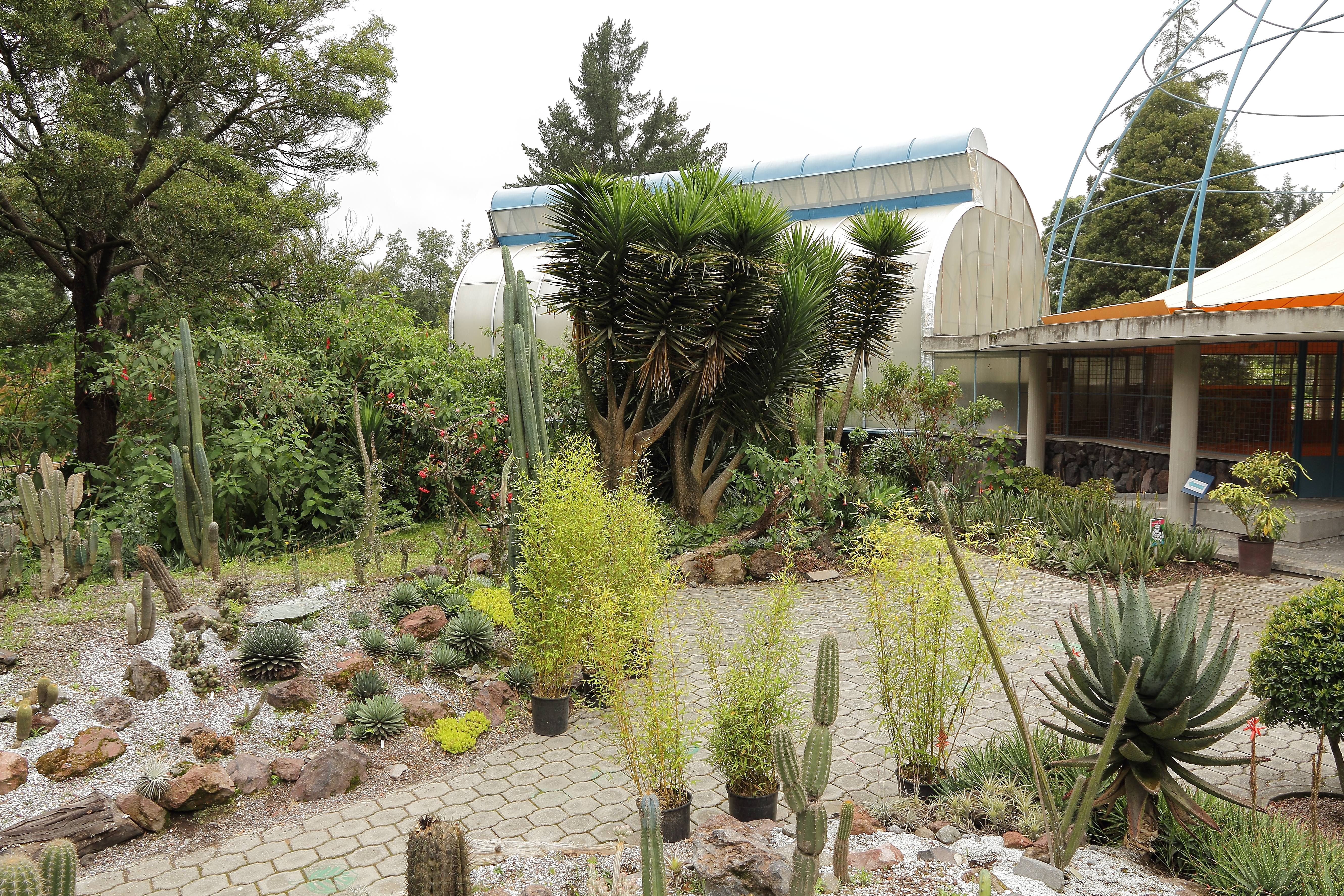
Ботанічний сад
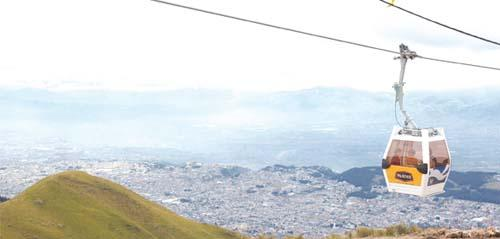
Канатна дорога.
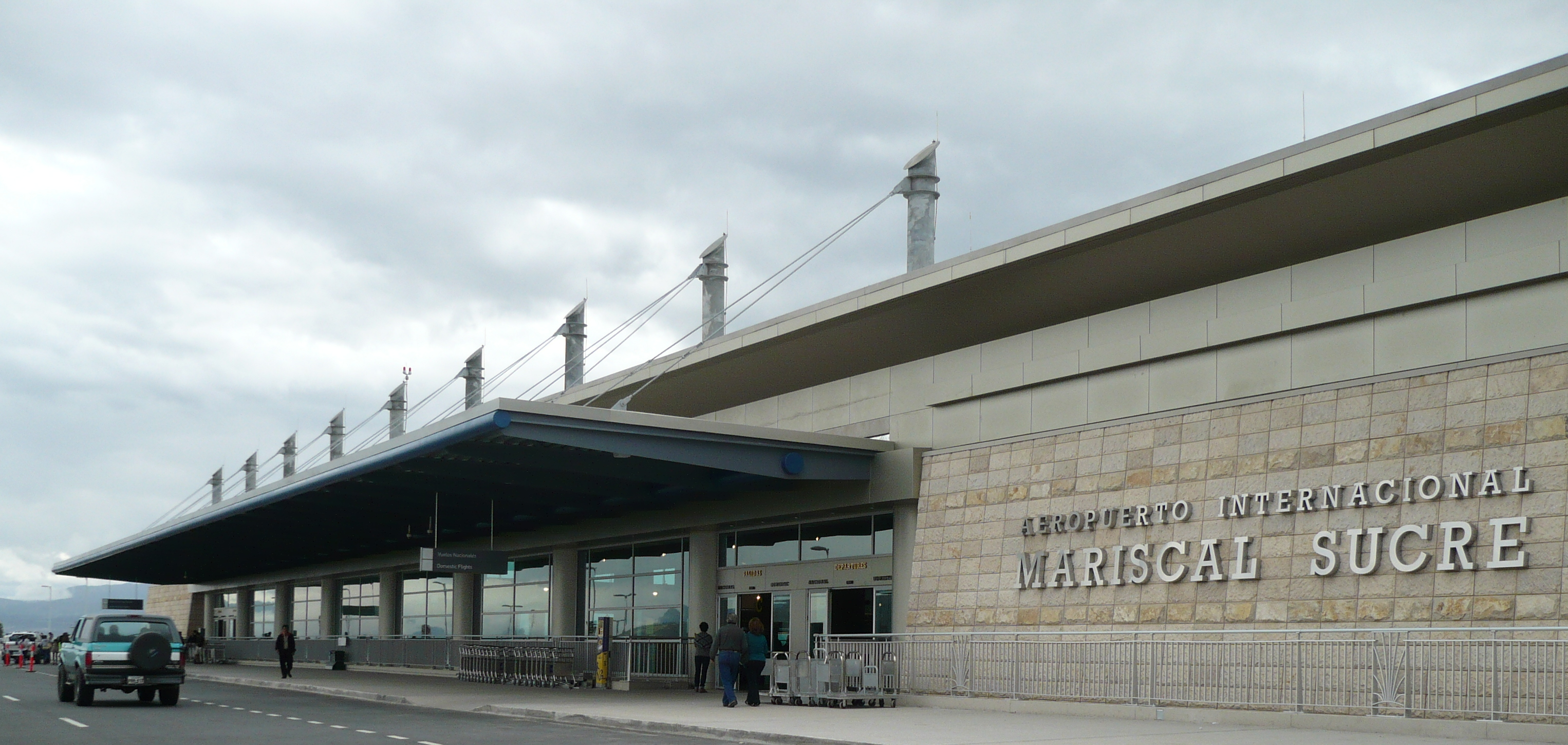
Міжнародний аеропорт «Кіто» імені Маріскаля Сукре